# 이산균등분포
이산균등분포(離散均等分布, discrete uniform distribution)란, 확률론과 통계학에서 다루는 이산확률분포중 확률 함수가 정의된 모든 곳에서 그 값이 일정한 분포를 말한다.
만일 확률변수가 {\displaystyle k_{1},k_{2},\dots ,k_{n}}과 같이 {\displaystyle n}개의 값을 가질 수 있다면, 이 분포는 이산균등분포가 된다. 이 때, {\displaystyle k_{i}} 일 확률은 {\displaystyle {\frac {1}{n}}}이 된다. 이산균등분포의 가장 대표적인 예는 모든 면이 나올 확률이 동등한 주사위이다. 예를 들어 1, 2, 3, 4, 5, 6의 값을 갖는 주사위라면, 이를 던졌을 때 각각의 눈이 나올 확률은 {\displaystyle {\frac {1}{6}}}이다.
이산균등분포의 확률 변수의 값이 실수인 경우, 이때 누적 분포 함수는 다음과 같이 퇴화분포의 합으로 표시가 된다. 헤비사이드 계단 함수 {\displaystyle H(x-x_{0})}를 중심이 {\displaystyle x_{0}}인 퇴화분포의 누적분포함수라 하면,
{\displaystyle F(k;a,b,n)={1 \over n}\sum _{i=1}^{n}H(k-k_{i})}
이 성립한다.

## 같이 보기
- 연속균등분포